# Túnel Arquiteta Nina Rabha
O Túnel Arquiteta Nina Rabha, mais conhecido como Túnel da Saúde, é um túnel urbano situado no bairro da Gamboa, na Zona Central da cidade do Rio de Janeiro. Com 80 metros de extensão, integra a Via Binário do Porto, permitindo a integração dos bairros da Saúde e da Gamboa.
Foi inaugurado em 2 de novembro de 2013 após 2 anos e 1 mês de obras. O túnel foi construído no âmbito do Porto Maravilha, uma operação urbana que visa revitalizar a Zona Portuária do Rio de Janeiro. Sua função é permitir que automóveis, ônibus e VLTs atravessem o Morro da Saúde.
O nome do túnel é uma homenagem a Nina Rabha, uma arquiteta que atuou como administradora regional da 1ª Região Administrativa entre 1993 e 2000 e que defendeu a revitalização da Zona Portuária do Rio de Janeiro ao longo de sua carreira.

## Características
O túnel estende-se por cerca de 80 m, entre a Rua Rivadávia Corrêa e a Rua Silvino Montenegro. O túnel tem por função escoar o tráfego da Via Binário do Porto sob o Morro da Saúde, sendo fundamental para a ligação dos bairros da Gamboa e da Saúde com o bairro do Santo Cristo.
O túnel possui duas galerias destinadas ao tráfego de veículos, cada uma contendo três faixas. Uma das galerias tem como sentido o bairro da Saúde, enquanto que a outra tem como sentido o bairro do Santo Cristo. O túnel possui ainda uma 3ª galeria, destinada à circulação de composições do VLT Carioca entre a Parada Cidade do Samba e a Parada Utopia AquaRio.

## Pontos de interesse
Os seguintes pontos de interesse situam-se nas redondezas do Túnel da Saúde:
- Morro da Saúde
- Departamento de Meio Circulante do Banco Central (em construção)
- Rio Star (em construção)
- Orla Conde
- Terminal de Produtos Siderúrgicos da Gamboa
- AquaRio